# Leichtathletik-Weltmeisterschaften 2011/Teilnehmer (St. Lucia)
| Gelbes Symbol für Goldmedaillen mit stilisierten Olympischen Ringen | Graues Symbol für Silbermedaillen mit stilisierten Olympischen Ringen | Braundes Symbol für Bronzemedaillen mit stilisierten Olympischen Ringen |
| ------------------------------------------------------------------- | --------------------------------------------------------------------- | ----------------------------------------------------------------------- |
| —                                                                   | —                                                                     | —                                                                       |

Der Leichtathletik-Verband St. Lucias stellte bei den Leichtathletik-Weltmeisterschaften 2011 im koreanischen Daegu zwei Teilnehmer.

## Ergebnisse

### Männer

#### Sprung/Wurf
| Athlet         | Disziplin  | Qualifikation | Qualifikation | Finale     | Finale |
| Athlet         | Disziplin  | Weite/Höhe    | Platz         | Weite/Höhe | Platz  |
| -------------- | ---------- | ------------- | ------------- | ---------- | ------ |
| Darvin Edwards | Hochsprung | 2,31 m        | 2             | 2,20 m     | 12     |

### Frauen

#### Sprung/Wurf
| Athletin       | Disziplin  | Qualifikation | Qualifikation | Finale        | Finale        |
| Athletin       | Disziplin  | Weite/Höhe    | Platz         | Weite/Höhe    | Platz         |
| -------------- | ---------- | ------------- | ------------- | ------------- | ------------- |
| Levern Spencer | Hochsprung | 1,92 m        | 13            | ausgeschieden | ausgeschieden |